# Chiesa di San Michele a Montecuccoli
La chiesa di San Michele a Montecuccoli si trova nel comune di Barberino di Mugello in provincia di Firenze, al confine con il comune di Vernio (infatti è sotto la diocesi di Prato).

## Storia e descrizione
Documentata dal 990, e anticamente dedicata a Santa Gerusalemme, la chiesa fu profondamente trasformata nel 1560 circa e aggiornata nel XVIII secolo, e non mostra tracce della sua origine medievale. Recentemente la pieve di San Michele è stata ricollegata alla diocesi di Prato (attualmente è gestita dal parroco di Sant'Ippolito di Vernio).